# Каручи Тран
Карруче Тран (на английски: Karrueche Tran) е американска актриса, филмова продуцентка и бивш модел от афро-виетнамски произход, носителка на две награди „Дневни Еми“ (на английски: Daytime Emmy Awards). На 20-годишна възраст започва кариерата си като модел и се снима в реклами, след което се насочва към холивудската киноиндустрия. Известна е най-вече с участието си в телевизионната поредица на TNT „Claws“.